# 長假 (迷你專輯)
《長假》是星馬歌手張棟樑在台灣發行的首本音樂創作文字書，同時附贈收錄三首新歌的音樂迷你專輯。

## 專輯介紹
2015年8月7日， 張棟樑睽違三年在台灣發行了首本音樂創作文字書《長假》，除了文字創作書籍一本，還獨家收錄了三首新歌，皆由知名作詞人管啟源和新銳作曲人陳子超為張棟樑量聲打造。 

## 曲目
| 順序 | 歌名         | 作曲   | 作詞   |
| 01   | 人生沒有如果 | 管啟源 | 陳子超 |
| 02   | 偶像歌手     | 管啟源 | 陳子超 |
| 03   | 年華         | 管啟源 | 陳子超 |